# 이주경
이주경(李柱敬, 1966년 9월 23일 ~ )은 대한민국의 배우이다. 1987년 KBS 12기 공채 탤런트로 데뷔하였다.

## 학력
- 중앙대학교 사범대학 부속고등학교
- 서일대학교

## 출연 작품

### 드라마
- 1987년 KBS1 TV문학관 《사랑앓이》
- 1987년 KBS2 일일사극 《꼬치미》
- 1988년 KBS1 대하드라마 《토지》 ... 장이 역
- 1989년 KBS2 주말연속극 《사랑의 굴레》 ... 한정희 역
- 1989년 KBS2 아침드라마 《꽃피는 둥지》 ... 은지 역
- 1989년 KBS2 미니시리즈 《끝없는 사랑》
- 1990년 KBS2 주간연속극 《TV 손자병법》 ... 한유경 역
- 1990년 KBS2 미니시리즈 《우리가 사랑하는 죄인》 ... 루시아 역
- 1991년 KBS1 설날특집극 《너두 늙어봐라》
- 1991년 MBC 주말연속극 《고개숙인 남자》 ... 음악 DJ 역
- 1991년 KBS2 주말연속극 《야망의 세월》
- 1991년 KBS1 TV문예극장 《검은 양복》
- 1992년 SBS 소설극장 《작은 도시》
- 1992년 KBS 3부작 특집극 《아메리카 꿈나무》 ... 김미애 역
- 1992년 MBC 특별기획 《억새 바람》 ... 세원 역
- 1993년 MBC 아침드라마 《자매들》 ... 송말녀 역
- 1993년 SBS 주말극장 《일과 사랑》 ... 재선 역
- 1993년 KBS2 미니시리즈 《왕십리》
- 1994년 MBC 설날특집극 《마흔살에 얻은 행복》
- 1994년 MBC 아침드라마 《큰 언니》 ... 상미 역
- 1995년 KBS1 TV소설 《여울》
- 1996년 MBC 수목드라마 《이혼하지 않는 이유》
- 1996년 MBC 베스트극장 《미완성 누드》 ... 수원 역
- 1996년 MBC 베스트극장 《굴 지나가기》
- 1996년 SBS 주말극장 《행복의 시작》
- 1996년 MBC 추석특집극 《멸치선생의 식탁》
- 1997년 EBS 청소년드라마 《감성세대》 ... 음악교사 역
- 1997년 MBC 가정의달 기획드라마 《딸의 선택》
- 1997년 KBS2 단막극 《KBS 드라마 스페셜 - 자매의 뜰》
- 1997년 KBS2 아침드라마 《신부의 방》
- 1997년 MBC 베스트극장 《섹스 거짓말 그리고 성격차》
- 1997년 SBS 단막극 《70분 드라마 - 늪가의 인간》 ... 순옥 역
- 1997년 KBS2 금요극장 《은비늘》 ... 인희 역
- 1998년 MBC 아침드라마 《맏이》
- 1998년 MBC 미니시리즈 《사랑》 ... 지혜 역
- 1998년 EBS 청소년드라마 《내일》 ... 은숙 역 (특별출연)
- 1998년 KBS1 특집드라마 《희망여관》
- 1999년 EBS 청소년드라마 《네 꿈을 펼쳐라》 ... 건의 새엄마 역
- 1999년 MBC 베스트극장 《옛사랑》 ... 서연 역
- 2000년 SBS 드라마스페셜 《팝콘》

### 예능
- 1992년 8월 30일 KBS2 《퀴즈탐험 신비의 세계》

### 교양
- 1996년 12월 4일 EBS 《문화센터》 ... 이주경의 피부관리법
- 1997년 6월 2일 동아TV 《아이 러브 다이어트》 ... 다이어트 비법 소개

### CF
- 1984년 유한양행 에스엘 C
- 1985년 롯데제과 아몬드초코렡 / 빅바 초코렡 / 아몬드 디럭스
- 1985년  태평양상사 에버틴스 캐쥬얼 (With. 박현숙)
- 1985년 크라운제과 빅파이
- 1985년 현대약품 헤모콘틴
- 1985년 동국제약 인사돌 (With. 송해)
- 1985년 동산유지 오이비누
- 1985년 동산유지 창포비누
- 1986년 칸나앨범
- 1987년 삼성카파 100M 방수시계
- 1987년 LG생활건강 차밍 샴푸
- 1990년 ~ 1991년 GC녹십자 제놀 (With. 홍요섭)
- 1991년 동아제약 가그린
- 1991년 동성제약 세븐베스트 (부부 편)